# فرانك فنسنت
فرانك فنسنت (بالإنجليزية: Frank Vincent) ممثل أمريكي، من أبرز أدواره شخصية «فيل ليوتاردو» في مسلسل «ذا سوبرانوس» (من عام 2004 حتى 2007)، كما أدى دورًا بارزًا في فيلم «جودفيلاس» للمخرج مارتن سكورسيزي، إلى جانب مشاركته في أعمال أخرى.
توفي نجم مسلسل السوبرانو فرانك فينسنت Frank Vincent عن عمر ناهز 78 عامًا بتاريخ 13 سبتمبر 2017 خلال إجراءه عملية قلبٍ مفتوح نتيجة مضاعفات.
وقد توفي الممثل الذي تألّق في مسلسل Goodfellas في مستشفى نيو جيرسي يوم الأربعاء بينما كان يخضع لعمليةٍ جراحية.

## روابط خارجية
- فرانك فنسنت على موقع IMDb (الإنجليزية)
- فرانك فنسنت على موقع روتن توميتوز (الإنجليزية)
- فرانك فنسنت على موقع ألو سيني (الفرنسية)
- فرانك فنسنت على موقع أول موفي (الإنجليزية)
- فرانك فنسنت على موقع قاعدة بيانات الأفلام السويدية (السويدية)
- فرانك فنسنت على موقع إن إن دي بي (الإنجليزية)
- فرانك فنسنت على موقع قاعدة بيانات الفيلم (الإنجليزية)
- فرانك فنسنت على موقع كينوبويسك (الروسية)